# Мышецкий, Даниил Ефимович
Князь Дании́л Ефи́мович Мыше́цкий (1608 — 10 декабря 1661) — русский дипломат и военачальник XVII века, стряпчий (1633) и стольник (1641).

## Биография
Представитель княжеского рода Мышецких, старший сын дворянина и воеводы, князя Ефима Фёдоровича. Младшие братья — князья Борис и Яков Мышецкие.
Пожалован в стряпчие (24 декабря 1633), «а наперёд тому, ни в каком чину не был». Сопровождал Государя в село Хорошово, был «ухабничим» (ноябрь 1646). Участвовал в посольстве в Литву при боярине Василии Ивановиче Стрешневе (1646). На свадьбе царя Алексея Михайловича был при фонарях (16 января 1648). При приёме и отпуске послов исполнял должность рынды в белом халате (1638-1649).
Будучи на дипломатической службе, побывал в составе русских посольств в Грузии, Литве, Шемаханском ханстве и Персии. В 1656—1657 годах был послом в Дании, где убедил короля Фредерика III объявить войну шведам и поддержать таким образом Россию в русско-шведской войне 1656—1658 годов. Стольник (1658).
С 1659 года назначен комендантом крепости в Вильне, заменив воеводу Михаила Семёновича Шаховского. В 1660—1661 командовал осаждённым в Вильне русским гарнизоном. После почти полуторагодичного сопротивления польско-литовским войскам, гарнизон, отбив множество приступов и терпя огромные лишения, сдался, когда в нём осталось лишь 78 человек.
При этом князь Д. Е. Мышецкий, до этого казнивший всех, кто помышлял о сдаче, и далее не намеревался капитулировать. Видя ропот среди оставшихся в живых, он пошёл на притворные переговоры с польским королём, готовя при этом порох для подрыва замка. Однако уцелевшие солдаты гарнизона разгадали его план, схватили Мышецкого и выдали его осаждающим. Комендант крепости вопреки обычаям того времени был осуждён королевским судом на смертную казнь, ему была отсечена голова на Ратушной площади города.
Перед смертью осуждённый написал духовную, которую потом один монах доставил в Москву:

Память сыну моему, князю Ивану Даниловичу Мышецкому, да жене моей, княгине Анне Кирилловне: ведайте о мне, убогом: сидел в замке от польских людей в осаде без пяти недель полтора года, принимал от неприятелей своих всякие утеснения и отстоялся от пяти приступов, а людей с нами осталось от осадной болезни только 78 человек; грехов ради моих изменили семь человек: Ивашка Чешиха, Антошка Повар да Сенька подьячий — и польским людям обо всем дали знать.
От этого стала в замке между полковниками и солдатами шаткость большая, стали мне говорить шумом, чтоб город сдать; я склонился на это их прошенье, выходил к польским людям на переговоры и просил срока на один день, чтоб в то время, где из пушек разбито, позаделать; но пришли ко мне начальные люди и солдаты все гилем, взяли меня, связали, заковали в железа, рухлядь мою пограбили всю без остатка, впустили польских людей в замок, а меня выдали королю и просили казнить меня смертию, а сами все, кроме пяти человек, приняли службу королевскую.
Король, мстя мне за побитие многих польских людей на приступах и за казнь изменников, велел казнить меня смертию.

## Семья и дети
Был женат на Анне (ум. после 1667), дочери Кирилла Афанасьевича Босых, от брака с которым имел единственного сына:
- Князь Иван Данилович Мышецкий (ум. 1685/1689), стольник (1665—1685).